# Robert Lee Wolverton
Robert Lee Wolverton (Elkins, 5 ottobre 1914 – Saint-Côme-du-Mont, 6 giugno 1944) è stato un ufficiale statunitense, considerato uno dei pionieri dell'impiego dei paracadutisti in ambito militare statunitense. Fu comandante del 3rd Battallion del 506th Infantry Regiment, parte del 101st Airborne Division dell'esercito statunitense, dal 1942, alla data sua morte avvenuta durante lo Sbarco in Normandia.

## Biografia
Nacque a Elkins, in Virginia, il 5 ottobre 1914, e dopo aver frequentato il locale college Davis, da cuì uscì nel 1932, si iscrisse all’Accademia militare di West Point, entrandovi nel 1934. Uscì dall’Accademia nel 1938, assegnato all’arma di fanteria, e dopo aver sposato la sua fidanzata, la signorina Kathleen Goodwin, fu assegnato a prestare servizio presso la caserma Schofield, nelle Hawaii. Convintosi che fosse imminente una guerra con il Giappone fece costruire una torre di lancio per addestrare un nucleo di paracadutisti, ma quando fece richiesta ai suoi superiori per formare ufficialmente un primo nucleo, tale richiesta venne respinta.
Promosso capitano, nel 1940 rientrò negli Stati Uniti, stabilendosi a Fort Bragg, nella Carolina del Nord, dove assunse la responsabilità della compagnia comando del 47º Reggimento fanteria.
Dopo l’entrata in guerra degli USA, avvenuta il 7 dicembre 1941, chiese, ed ottenne, di transitare alla specialità paracadutisti. Trasferitosi con la famiglia a Fort Benning nel febbraio 1942, in quello stesso anno conseguì il brevetto di comandante a Fort Leavenworth, nel Kansas. Ritornato a Fort Benning fu nominato comandante del 3º Battaglione del 506º Reggimento fanteria paracadutista, allora in fase di costituzione a Camp Toccoa, in Georgia. In seguito il reggimento si trasferì a Fort Benning da dove, nel marzo 1943, partì per Fort McCall. 
Il 9 settembre 1943 il reparto iniziò il trasferimento per la Gran Bretagna, in vista dell’addestramento operativo per partecipare alla prevista invasione dell’Europa Occidentale.

### II D-Day e la morte

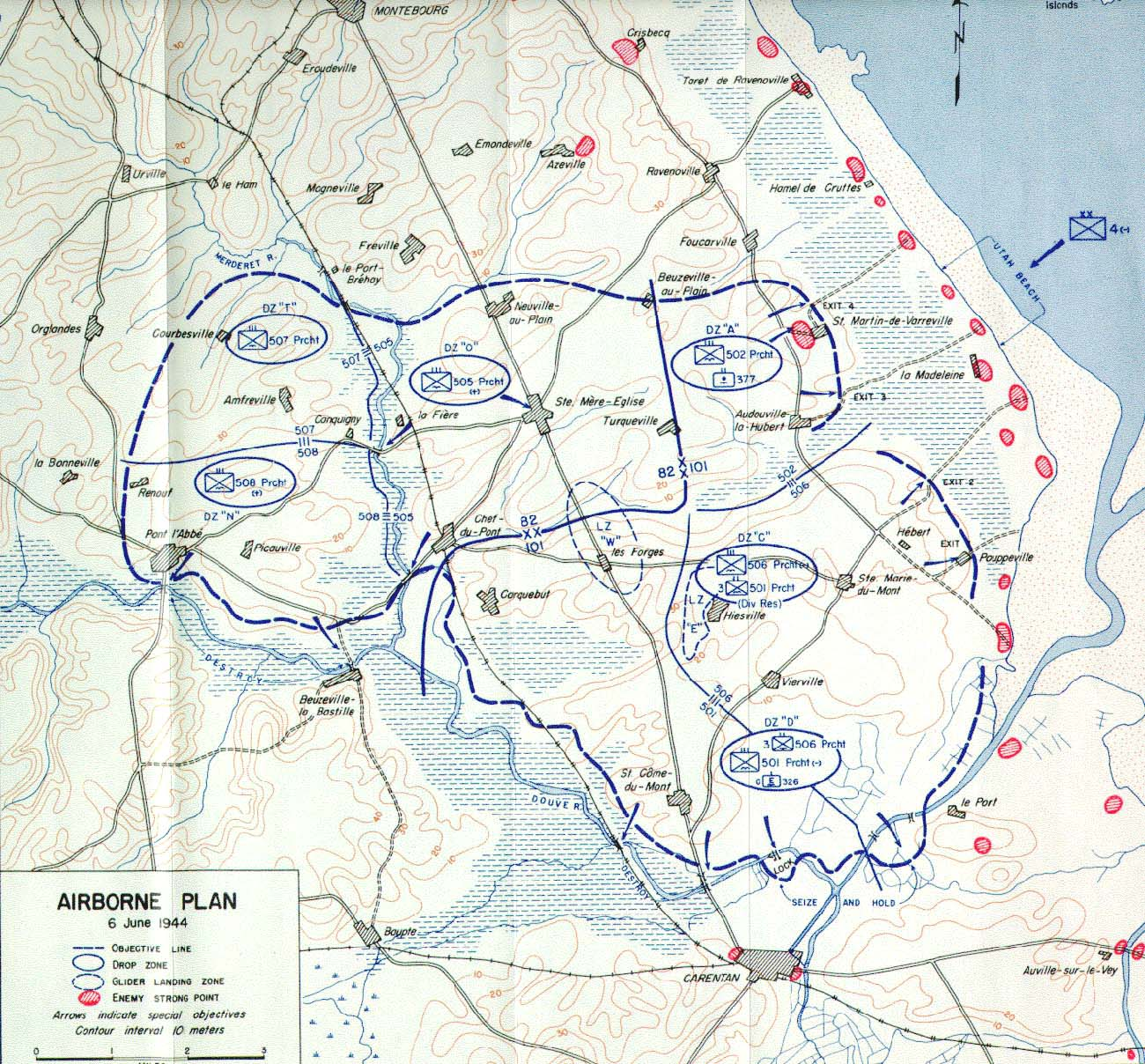
Zone di lancio delle truppe aviotrasportate americane in Normandia, tra cui quella del 506º Reggimento paracadutisti.

A seguito delle decisioni prese dagli alti reparti militari alleati, Wolverton e gli uomini del 506º Reggimento paracadutisti sarebbero stati lanciati dagli aerei, insieme ad altre unità, la mattina del 6 giugno 1944 per poi atterrare nel territorio della Penisola di Cotentin. Lo scopo del lancio era quello di offrire protezione e supporto alle truppe da sbarco americane impegnate sulle spiagge Omaha e Utah, per impedire che i soldati venissero investiti dal contrattacco tedesco una volta sbarcati.
Il Colonnello Wolverton non riuscì a sopravvivere all'attacco della mattina del 6 giugno 1944. Dopo essersi lanciato insieme ai suoi uomini, mentre erano ancora in fase di volo con paracadute, furono investiti dai colpi di mitragliatrice tedeschi, i quali non gli lasciarono scampo. Rimase ucciso ancora prima di toccare terra, il suo paracadute si impigliò ad un albero in un campo vicino alla cittadina di Saint-Côme-du-Mont, lasciando appeso il corpo del comandante. Successivamente i soldati tedeschi utilizzarono il suo cadavere come bersaglio: secondo quanto riportano i soldati americani che recuperarono il corpo dopo l'avvenuto sbarco, "il Colonnello presentava i segni di 162 colpi d'arma da fuoco e svariate ferite da baionetta". Del gruppo con cui si lanciò dall'aereo, 5 rimasero uccisi (incluso egli stesso), 7 vennero catturati dai soldati tedeschi (alcuni dei quali riuscirono a fuggire) e 3 combatterono con successo secondo quanto era stato loro ordinato prima del lancio. Dichiarato ufficialmente morto solamente nel 1945, fu decorato postumo della Legion of Merit, consegnata personalmente alla vedova dal generale Maxwell D. Taylor, comandante della 101st Airborne Division, il 10 settembre dello stesso anno.

### Il discorso alle truppe del 5 giugno 1944
Il Colonnello Wolverton è particolarmente conosciuto nell'ambito del D-Day per il discorso che tenne la sera prima dell'attacco davanti ai suoi 750 soldati paracadutisti. Le sue parole vennero citate anche dal Presidente americano Ronald Reagan nel 1984 in occasione del quarantesimo anniversario dello sbarco in Normandia, oltre ad essere incluse in numerosi libri, giornali,  riviste tra cui Newsweek e ripreso dall'Associated Press.
Di seguito è riportato un estratto del discorso:
Uomini, non sono un uomo religioso e non conosco la vostra opinione in proposito, ma vi chiederò comunque di pregare con me per il successo di questa missione, più che per noi stessi. E mentre preghiamo, mettiamoci in ginocchio e, con lo sguardo non fisso a terra ma rivolto verso il Cielo, guardiamo in faccia il Signore e chiediamogli la Sua benedizione per quanto stiamo per fare: Dio onnipotente, tra poche ore scenderemo in battaglia contro il nemico. Tuttavia, noi non scenderemo in battaglia impauriti. Noi non stiamo chiedendo favori o indulgenze, ma che Tu possa, secondo la Tua volontà, fare di noi degli strumenti per operare il bene e riportare la pace nel mondo. Noi non sappiamo e non cerchiamo di sapere quale sarà il nostro destino. Noi chiediamo solo questo, che se dobbiamo morire, di morire come dovrebbe morire ogni uomo, senza rimorsi, senza suppliche, con la coscienza di aver fatto del nostro meglio in quanto ritenevamo giusto. Oh Signore, proteggi i nostri cari, sii vicino a noi in battaglia e con noi ora che rivolgiamo a Te questa preghiera.

### Monumento
Dopo la Guerra, il Colonnello Robert Lee Wolverton è stato commemorato con un monumento nella cittadina di Saint-Côme-du-Mont, in Normandia, proprio nel luogo dove perse la vita. Cimeli del colonnello Wolverton sono esposti presso il D-Day Esperience Museum.

### Esplicative
1. ↑  Mentre frequentava il college Davis praticava atletica leggera e football americano, ma dovette smettere per l’insorgere di problemi di affaticamento al cuore.
2. ↑  In quel periodo vi furono numerosi periodi di allarme, anche prolungati, a causa del conflitto sino-giapponese.
3. ↑  Il 24 agosto 1940 era nato il suo primo figlio, Robert Lachlan.

### Bibliografiche
1. 1 2 3 4 5 6 7 8 9  Normandie44.
2. 1 2 3  Bando 2011, p. 16.
3. ↑  Bando 2011, p. 14.
4. 1 2  Gardner 2014, p. 19.
5. ↑  Gardner 2014, p. 20.
6. ↑  Gardner 2014, p. 17.
7. 1 2   Remarks at a Ceremony Commemorating the 40th Anniversary of the Normandy Invasion, D-day, su reagan.utexas.edu. URL consultato il 25 ottobre 2017 (archiviato dall'url originale il 7 febbraio 2016).
8. ↑  Battle of Normandy